# Grevilleen
Die Grevilleen oder Silbereichen (Grevillea) sind eine Pflanzengattung innerhalb der Familie der Silberbaumgewächse (Proteaceae).

## Beschreibung
Grevillea-Arten wachsen als immergrüne, überwiegend aufrechte oder kriechende Sträucher, einige Arten auch als Bäume, mit Wuchshöhen von je nach Art zwischen 0,5 und 35 Metern. Die Laubblätter sind je nach Art ungestielt oder gestielt. Die Blattspreiten sind einfach, dabei glatt oder gezähnt, oder geteilt mit bis zu drei Teilungsebenen. Der Blattrand ist flach bis zurückgebogen. Es liegt Fieder- und Netz- oder Parallelnervatur vor.
Die zwittrigen Blüten sind ebenfalls je nach Art gestielt oder ungestielt. Sie stehen meist paarweise mit einem gemeinsamen Tragblatt, angeordnet in mehrzähligen Blütenständen. Die Blütenhülle ist meist zygomorph mit zurückgebogenen Enden, manchmal auch regulär mit aufgerichteten Enden. Es sind meist vier, selten drei Blütenhüllblätter vorhanden, die sich beim Aufblühen trennen, um so das Griffelende freizugeben. Die Blütenhüllblätter sind auf beiden Seiten glatt oder behaart. Die Staubbeutel sitzen den Blütenhüllblättern direkt auf. Die Nektardrüsen sind ganz oder ringförmig, selten fehlend oder vierzählig. Der Fruchtknoten ist kahl oder behaart. Der aufsitzende oder gestielte oberständige Fruchtknoten enthält nur zwei Samenanlagen. Die scheiben- oder kegelförmige Narbe ist aufrecht oder schiefständig bis seitlich am Griffel.
Die kahlen oder behaarten Früchte sind meist Balgfrüchte oder seltener (etwa bei Grevillea candicans) eine Achänen und enthalten nur ein bis zwei Samen. Je nach Art bleiben sie lange an der Pflanze oder fallen früh ab. Das Perikarp ist oft hartschalig. Die meist flach ellipsoiden, selten auch halbkugeligen Samen sind geflügelt oder ungeflügelt.

## Verbreitung
Die  Grevillea-Arten sind in Australien, Neuguinea, Neukaledonien und der indonesischen Insel Sulawesi heimisch. Fast alle Arten sind in Australien heimisch. Nur fünf Arten kommen in Gebieten außerhalb Australiens vor: Grevillea exul, Grevillea gillvayi und Grevillea meisneri sind in Neukaledonien heimisch. Grevillea elbertii und Grevillea papuana sind in Sulawesi und Neuguinea heimisch. Zwei weitere Arten, Grevillea baileyana und Grevillea glauca, kommen in Neuguinea und im australischen Queensland vor.

## Systematik
Die Erstbeschreibung von 1809 in Joseph Knight: On the cultivation of the plants belonging to the natural order of Proteeae. S. 120 verwendet die Schreibweise „Grevillia“. Typusart ist Grevillea aspleniifolia R.Br. ex Knight. Das Homonym Grevillea L.C.Beck & Emmons wurde 1826 in American Journal of Science, and Arts, Volume 11, Tafel 1 veröffentlicht. Der Gattungsname Grevillea ehrt Charles Francis Greville (1749–1809), ein Mitglied der Royal Society und der Linnean Society of London.
Die Gattung Grevillea umfasst etwa 360 Arten. Hier eine Artenliste der Gattung Grevillea:
- Grevillea acacioides C.Gardner ex McGill.
- Grevillea acanthifolia A.Cunn.
- Grevillea acerata McGill.
- Grevillea acerosa F.Muell.
- Grevillea acrobotrya Meisn.
- Grevillea acropogon Makinson
- Grevillea acuaria F.Muell. ex Benth.
- Grevillea adenotricha McGill.
- Grevillea agrifolia A.Cunn. ex R.Br.
- Grevillea albiflora C.T.White

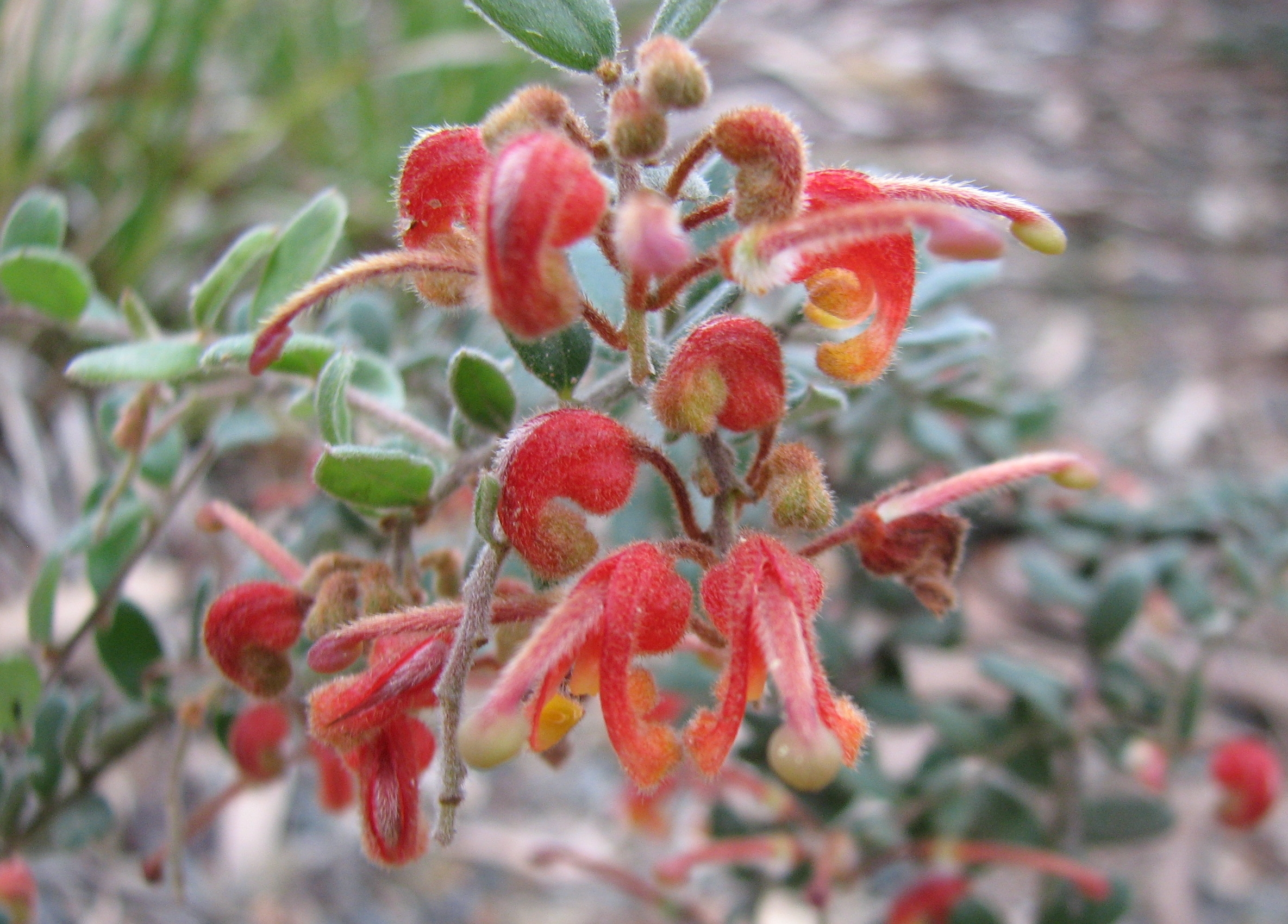
Grevillea alpina

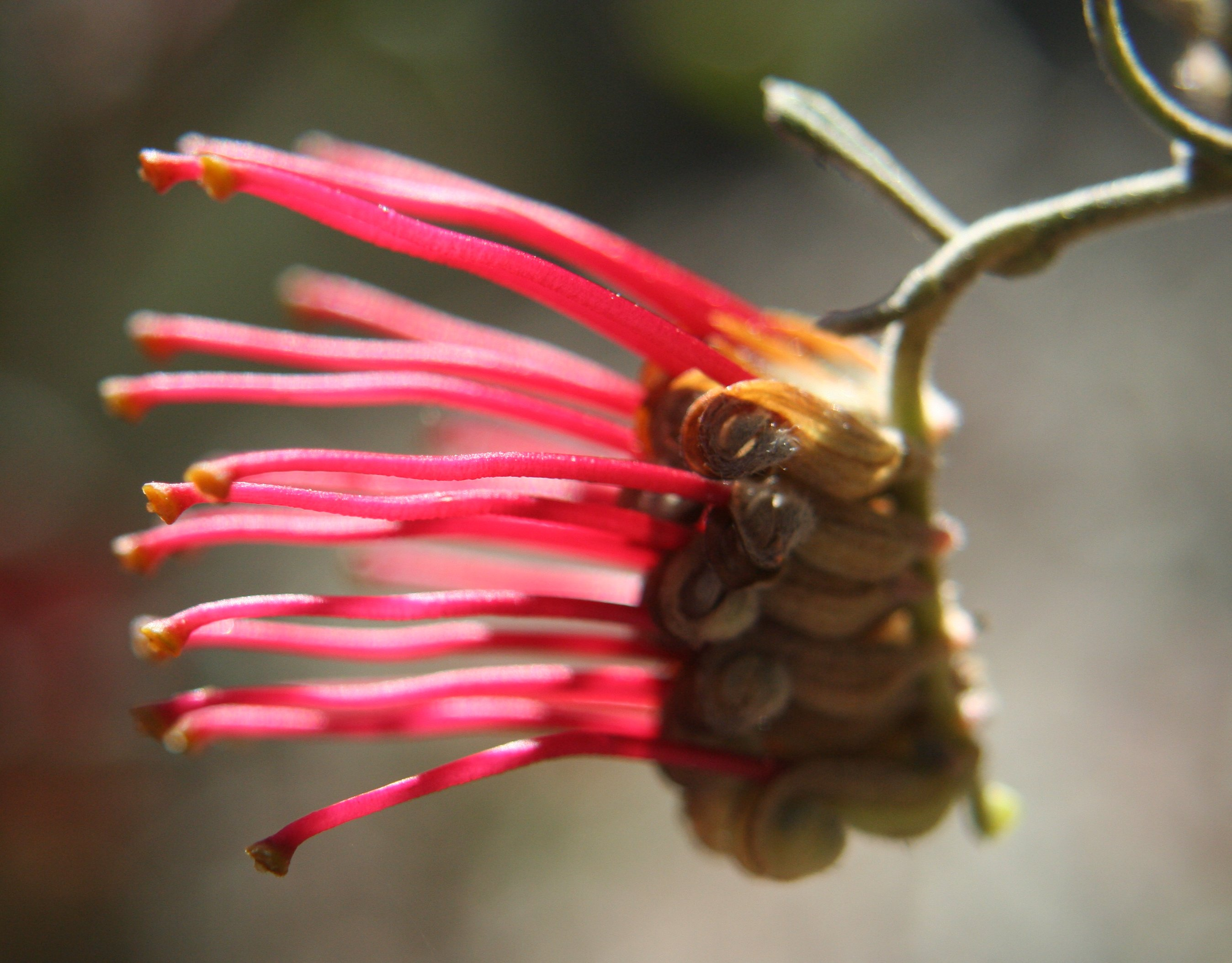
Grevillea aquifolium

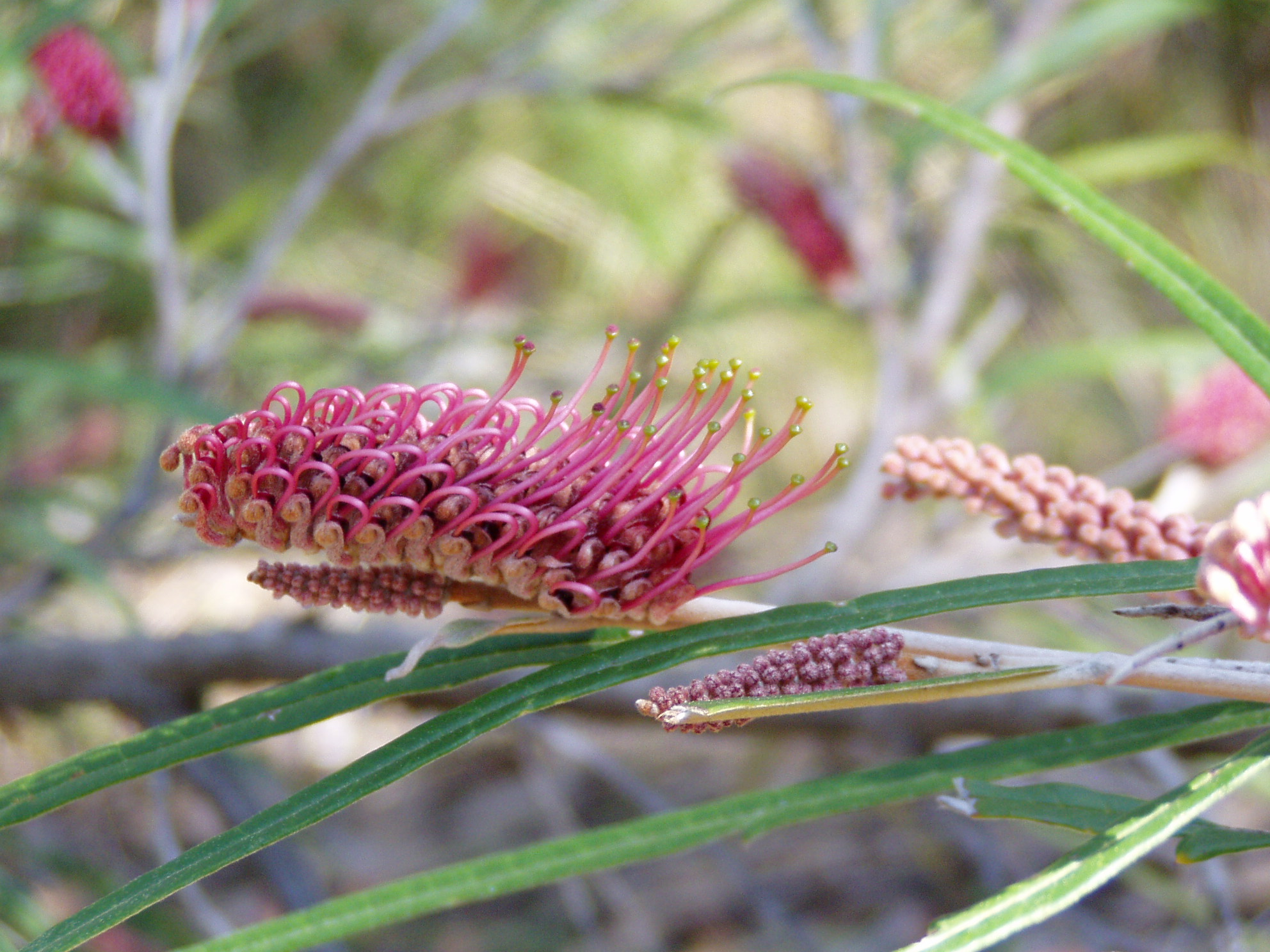
Grevillea aspleniifolia

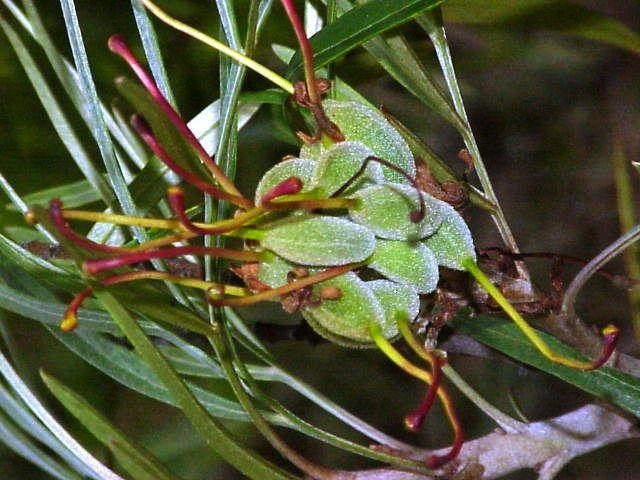
Grevillea banksii

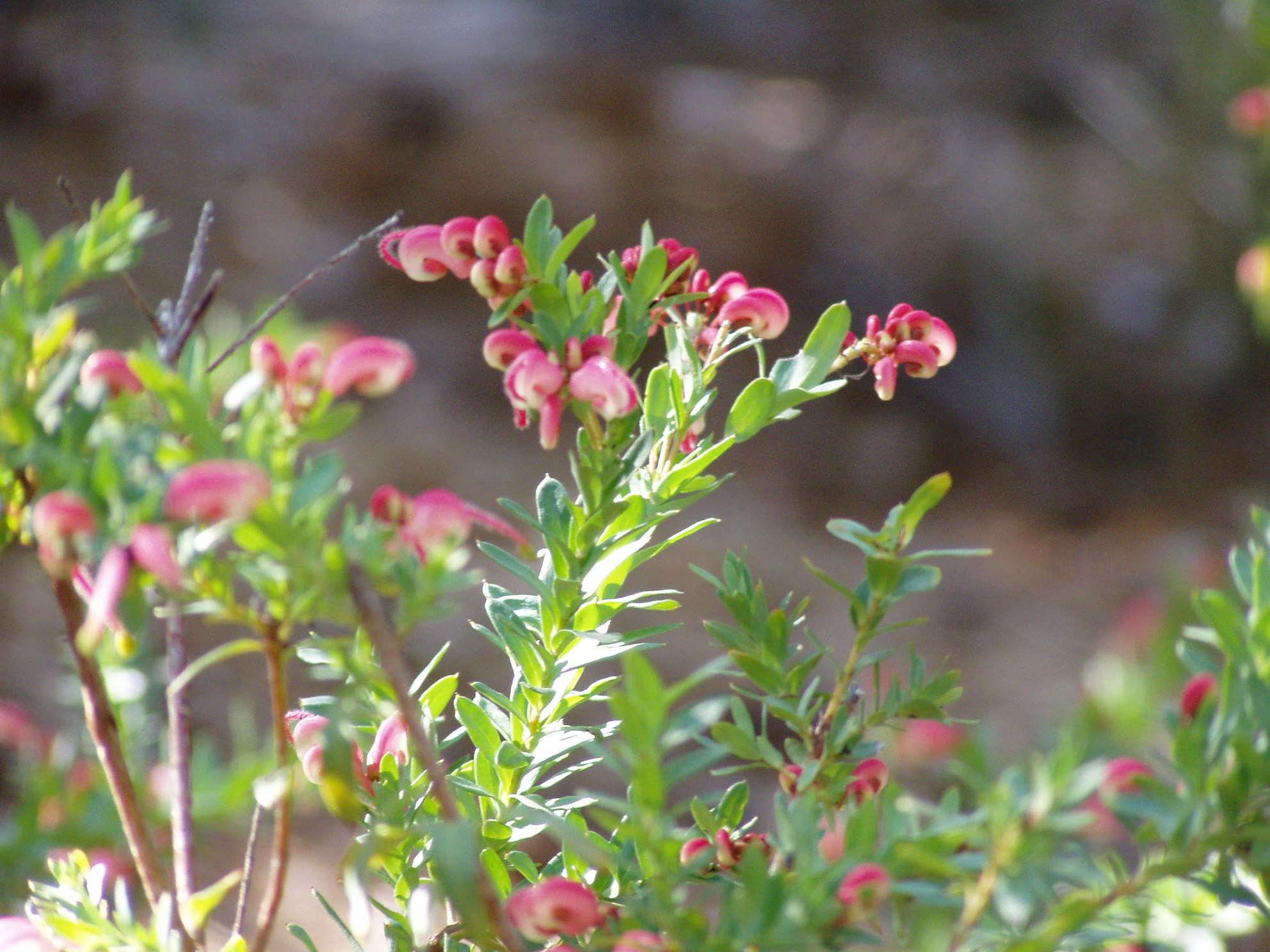
Grevillea baueri

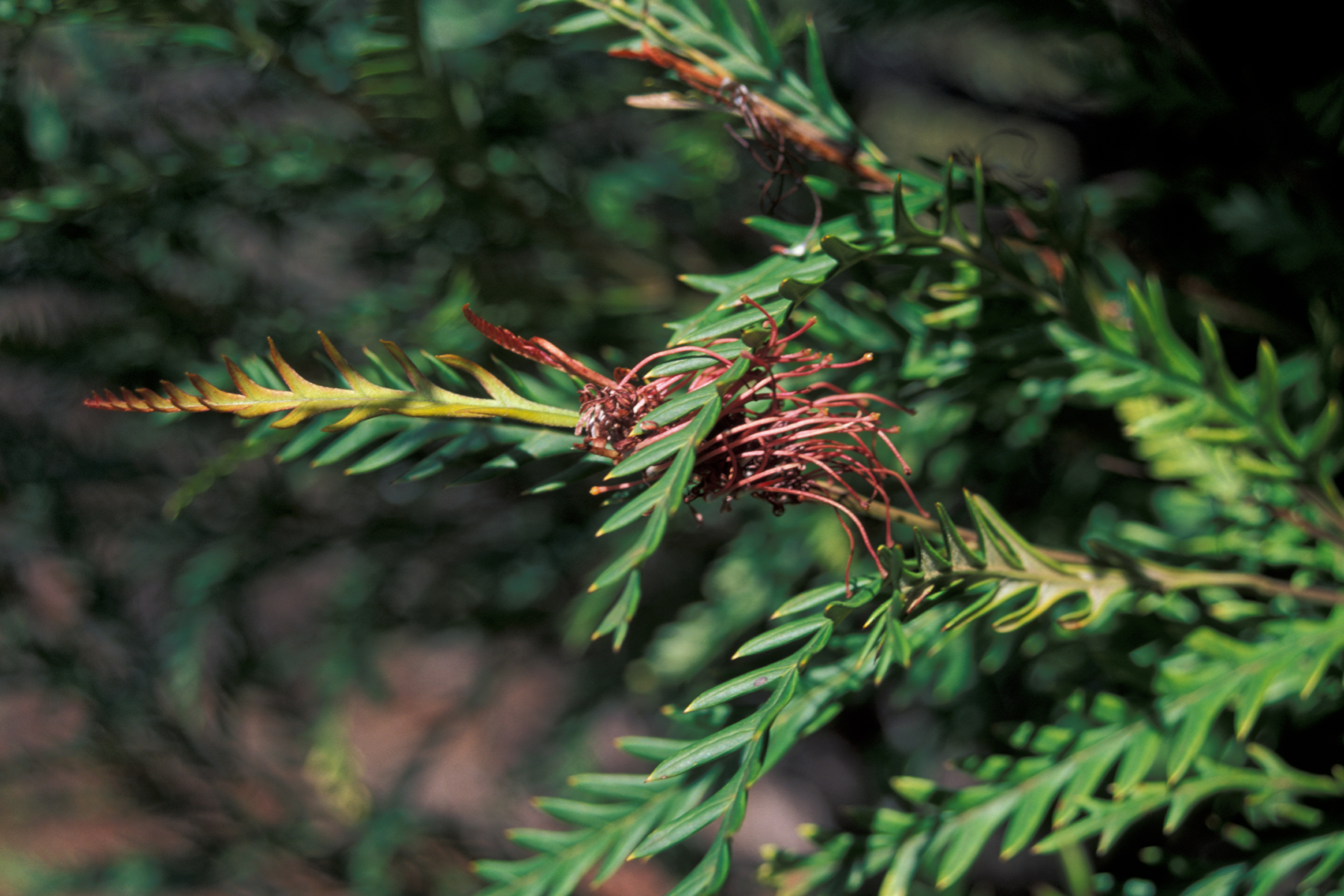
Grevillea bipinnatifida

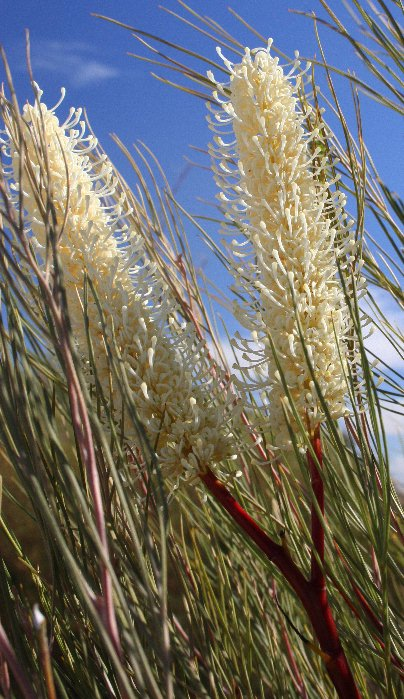
Grevillea candelabroides

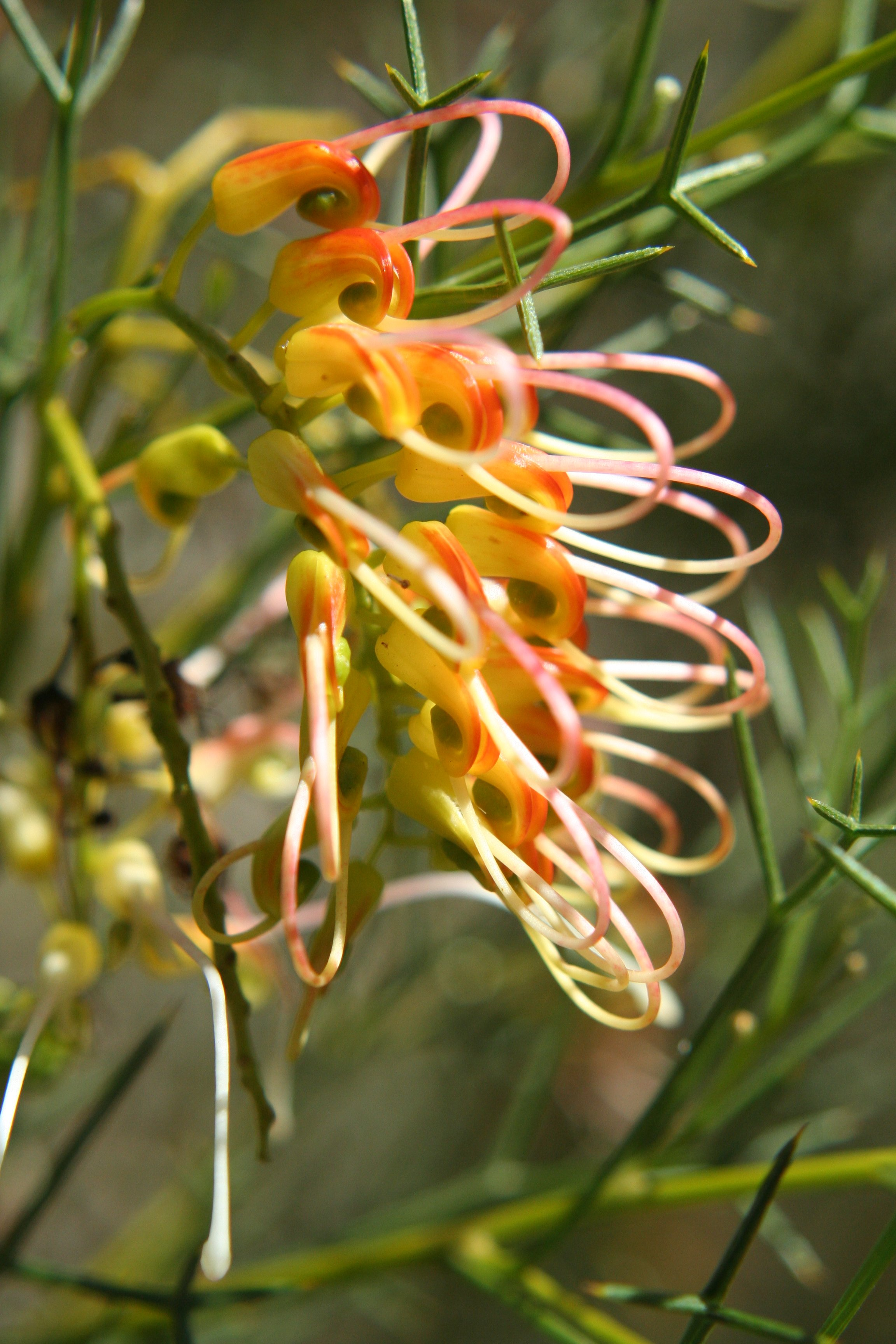
Grevillea dielsiana

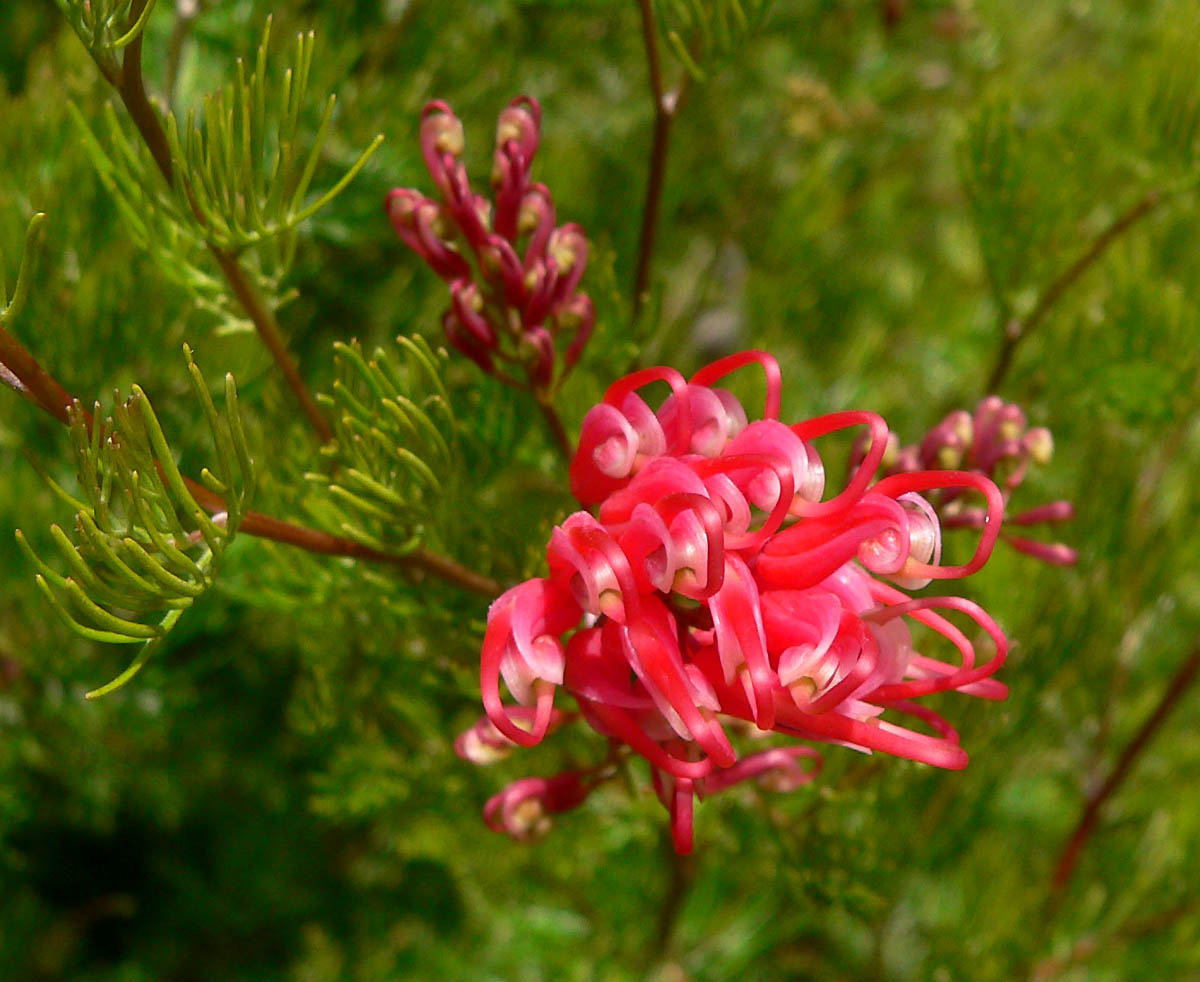
Grevillea fililoba

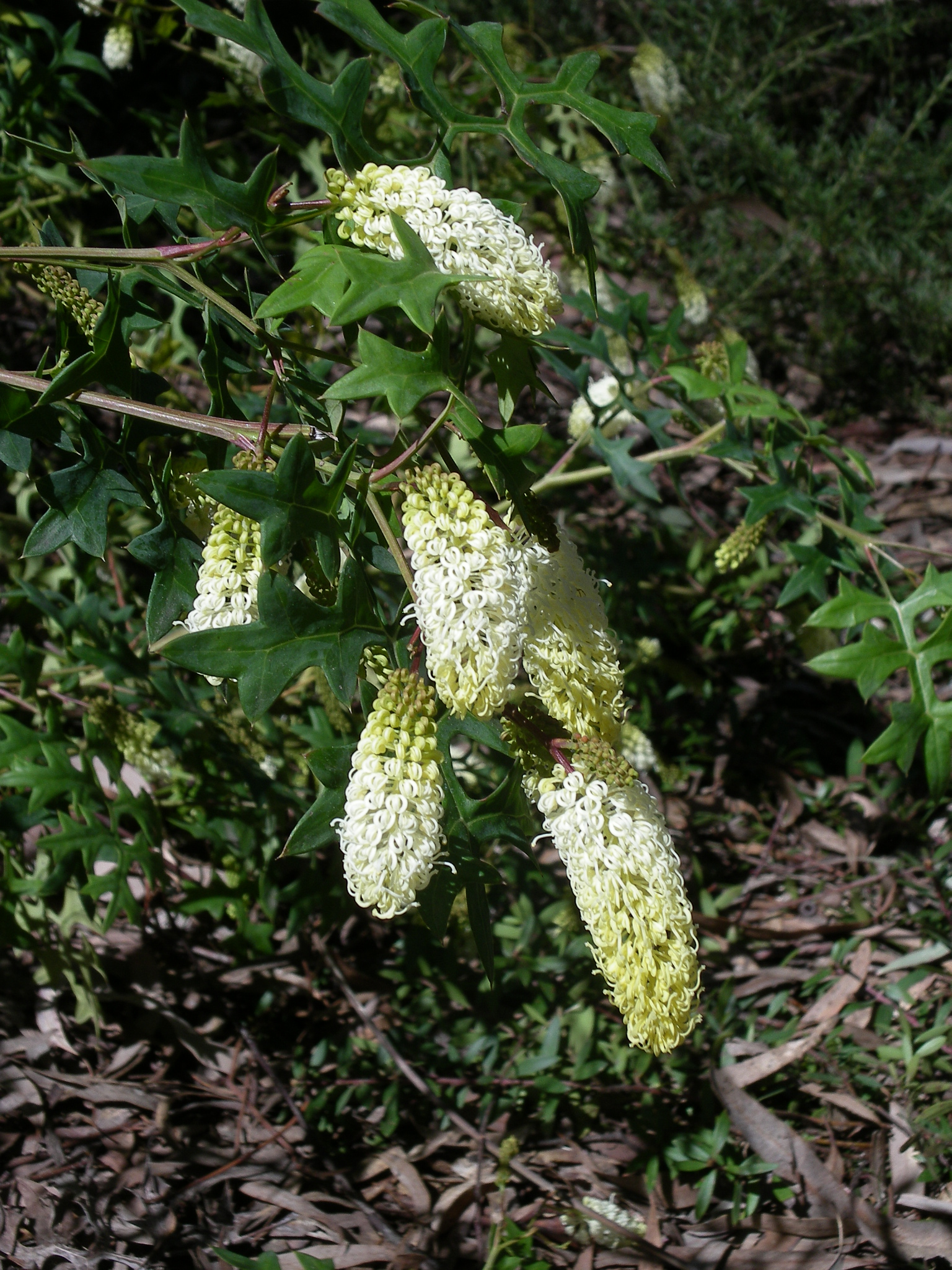
Grevillea flexuosa

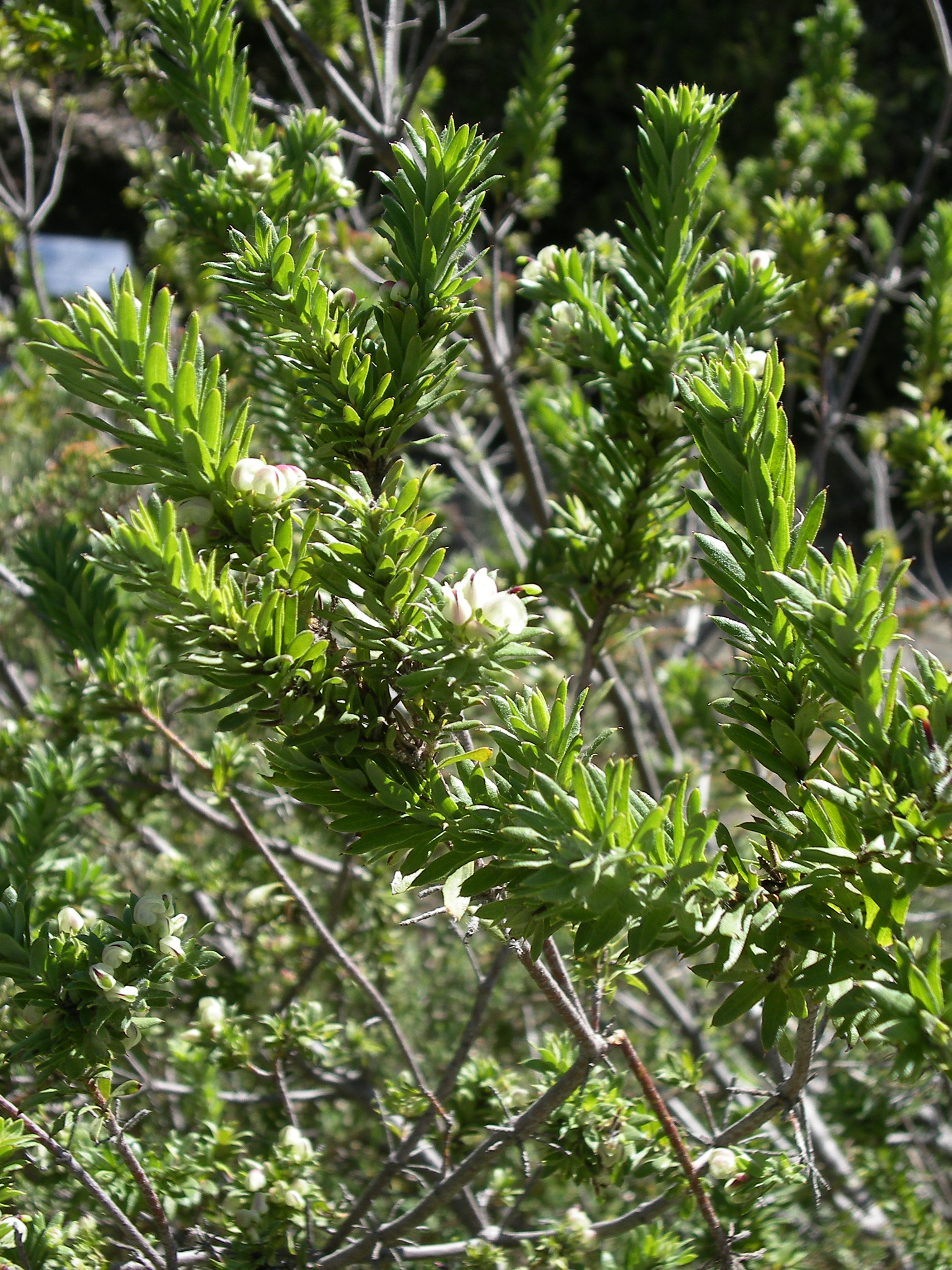
Grevillea jephcottii

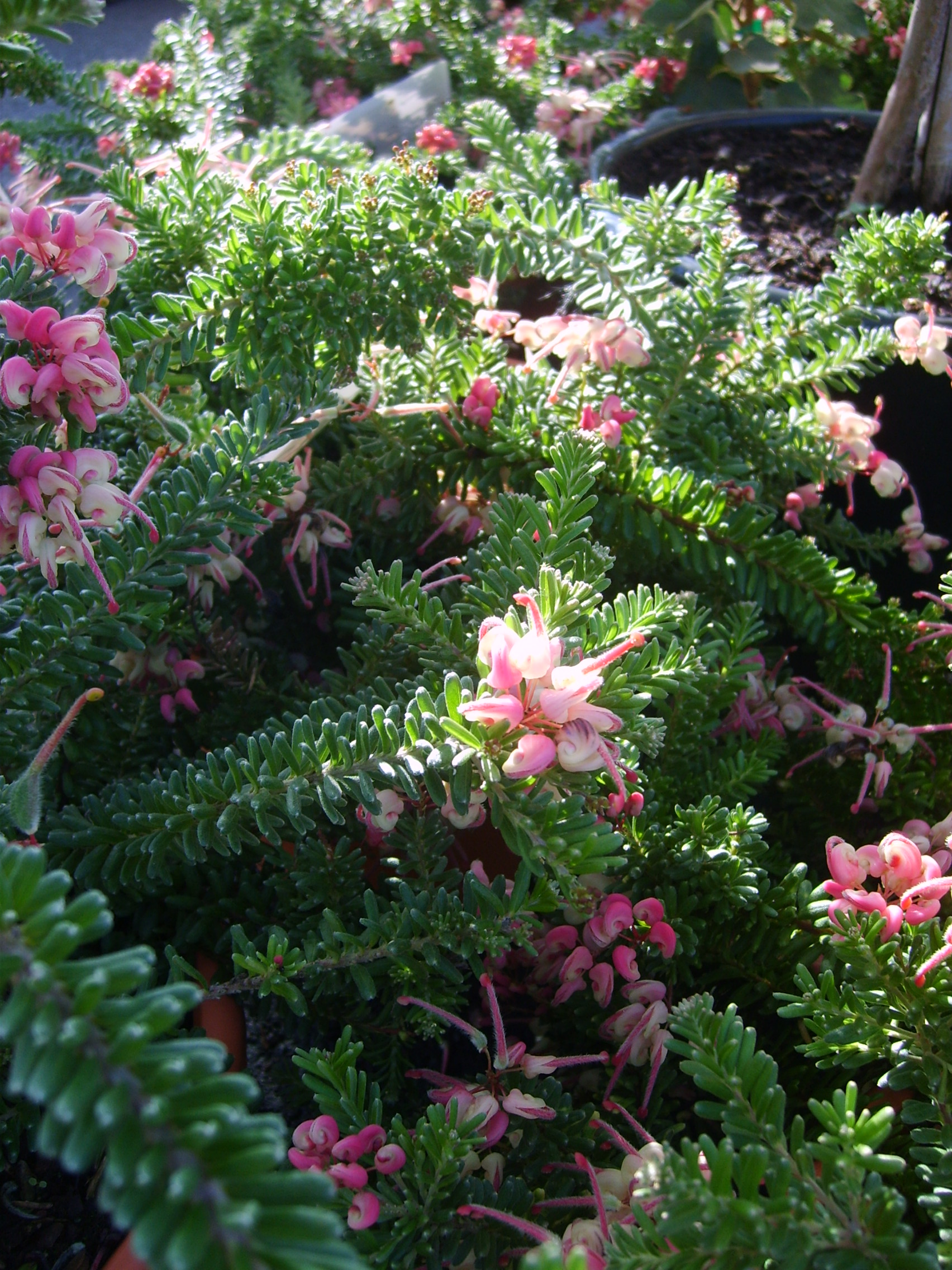
Grevillea lanigera

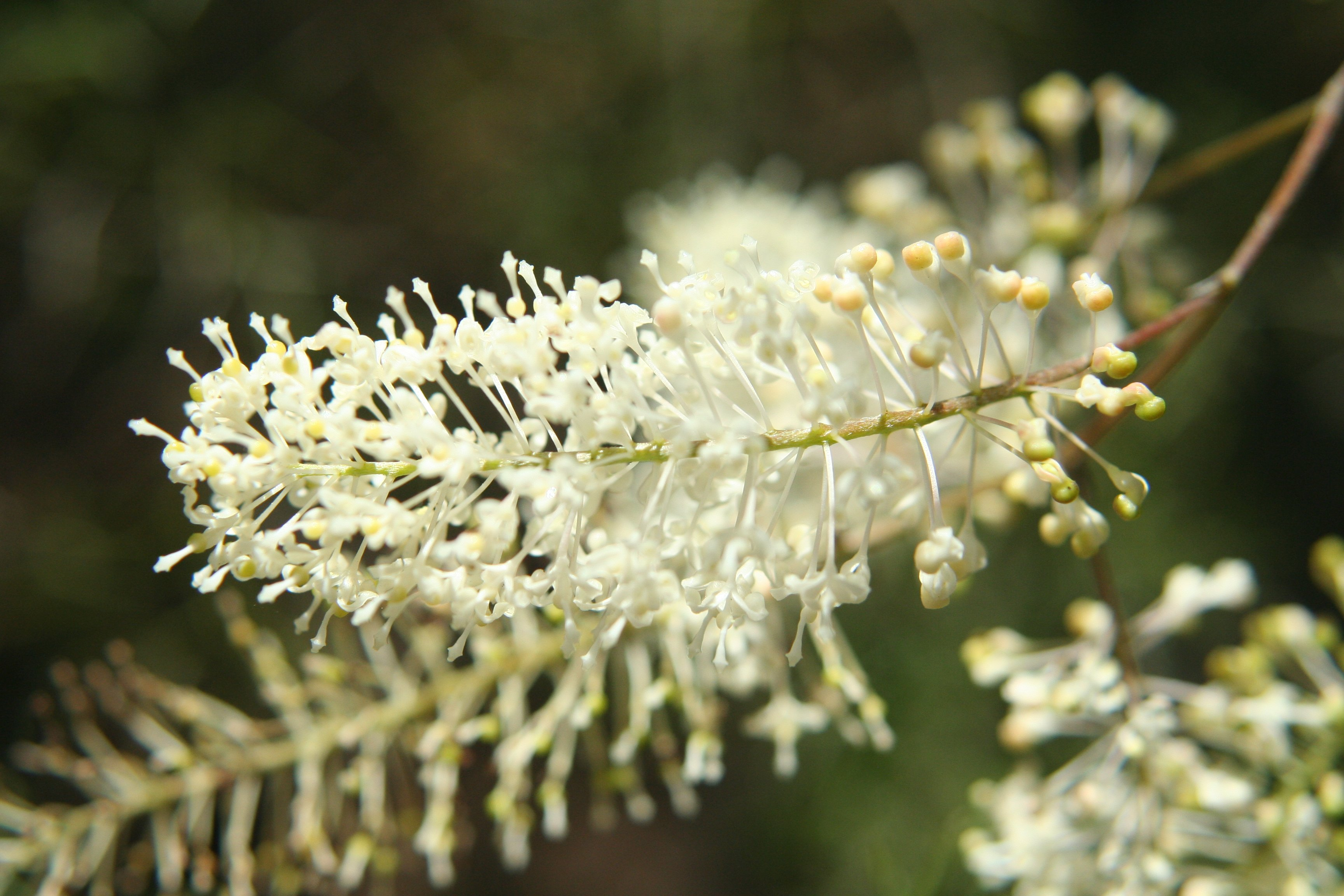
Grevillea leptopoda

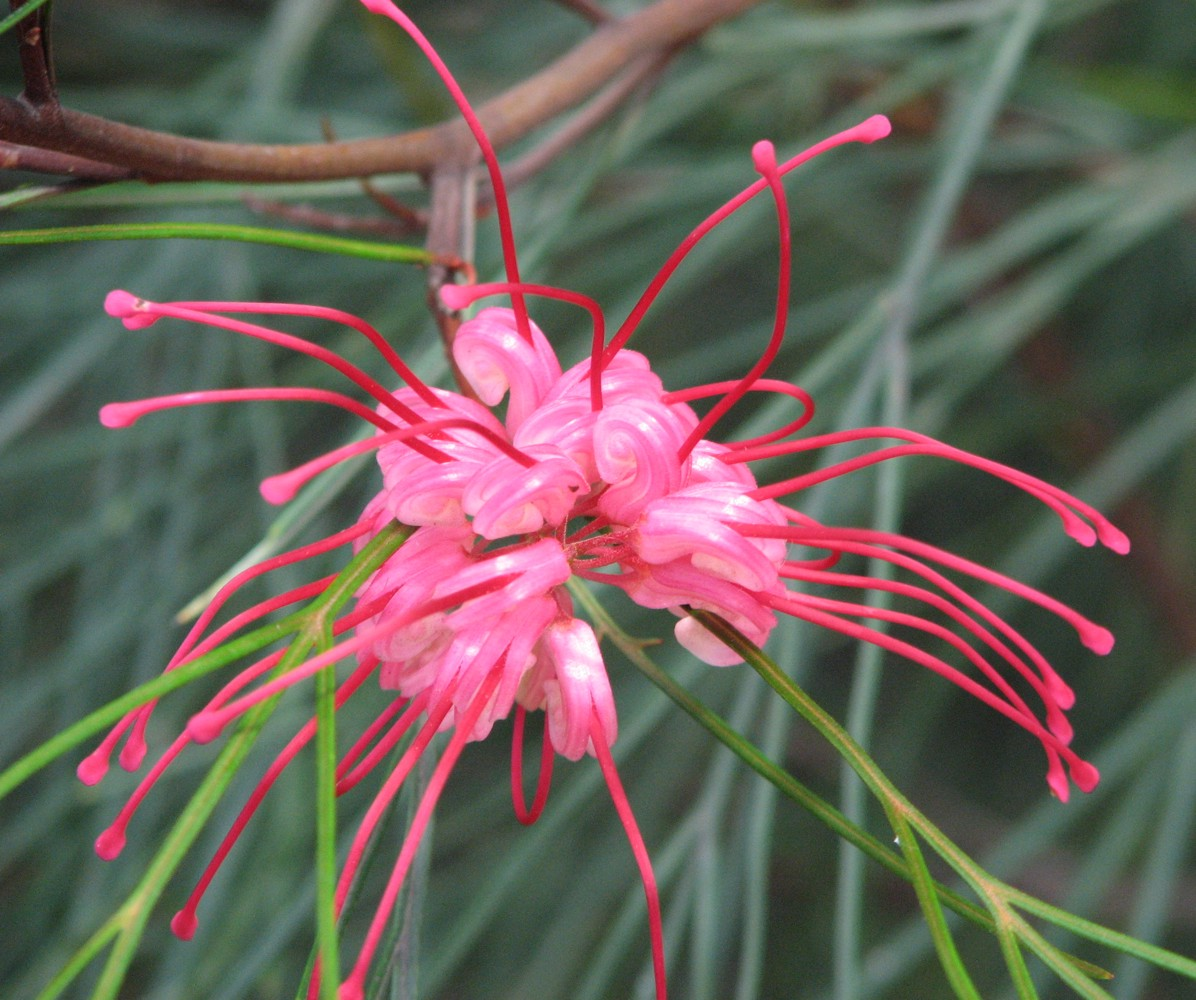
Grevillea longistyla

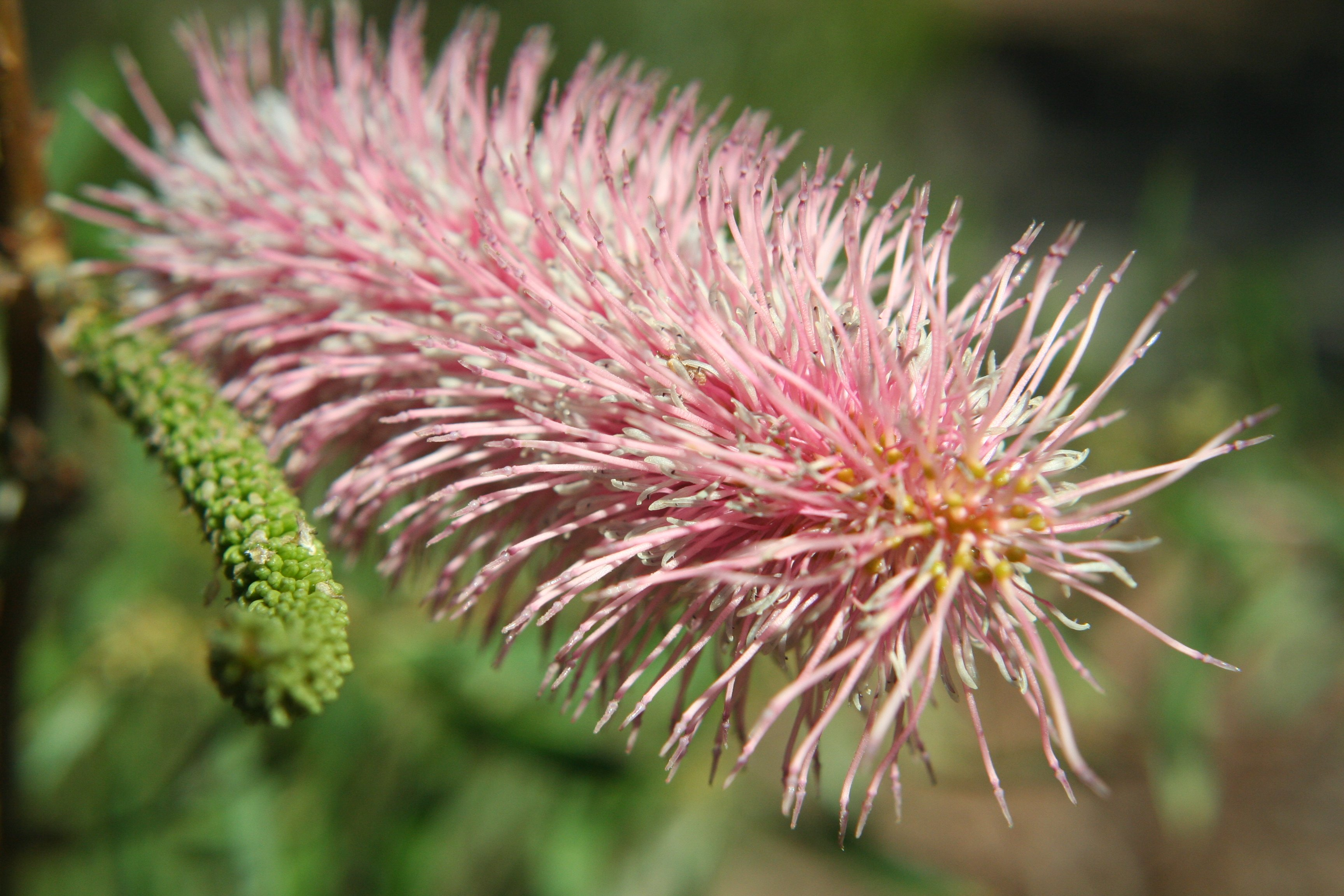
Grevillea petrophiloides

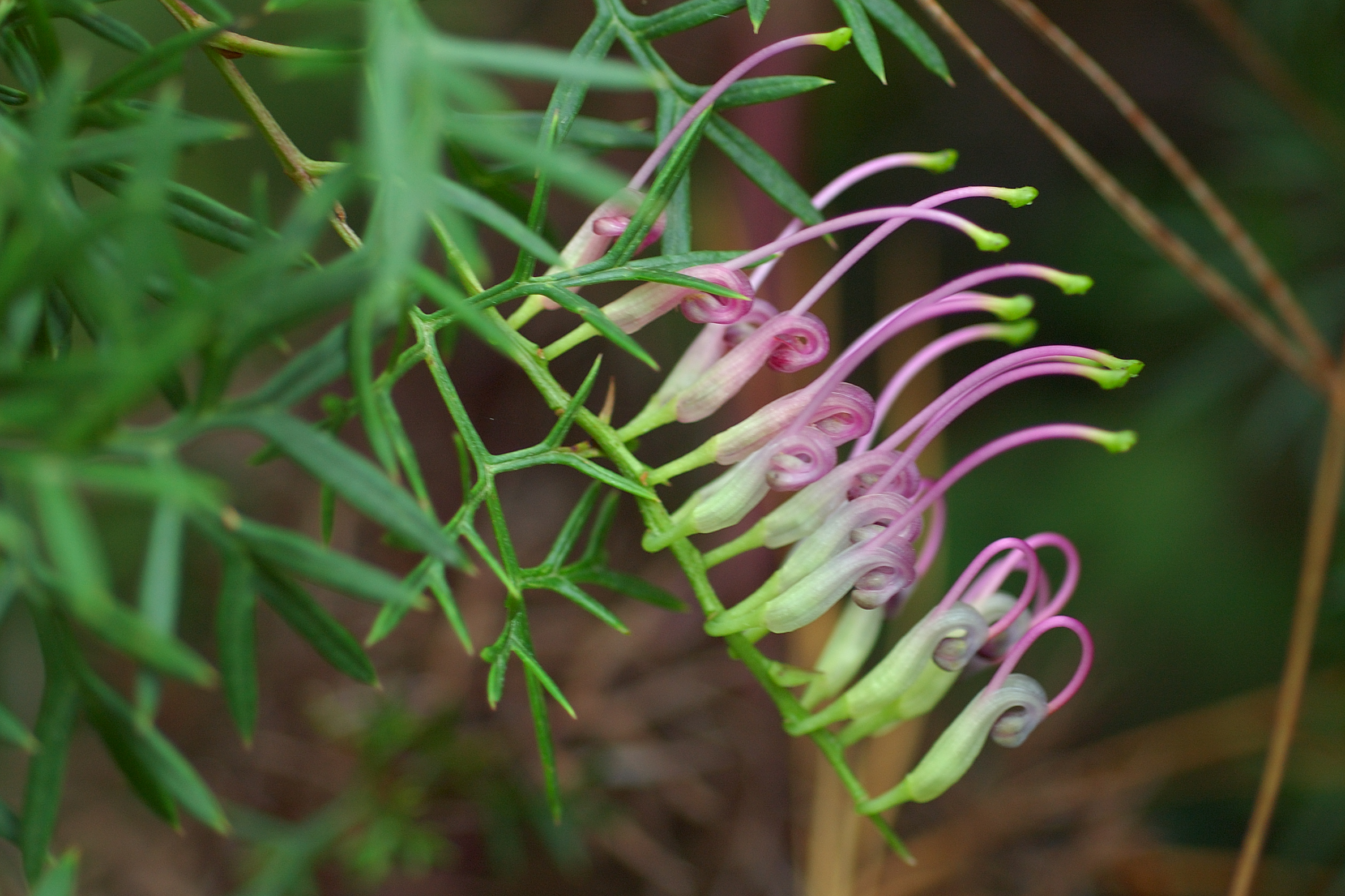
Grevillea rivularis

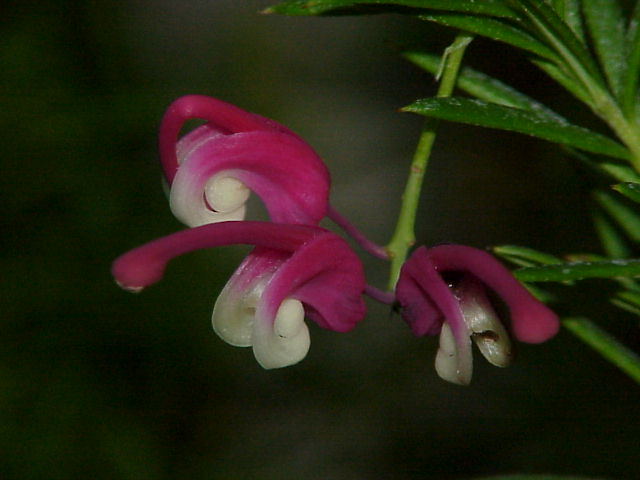
Grevillea rosmarinifolia

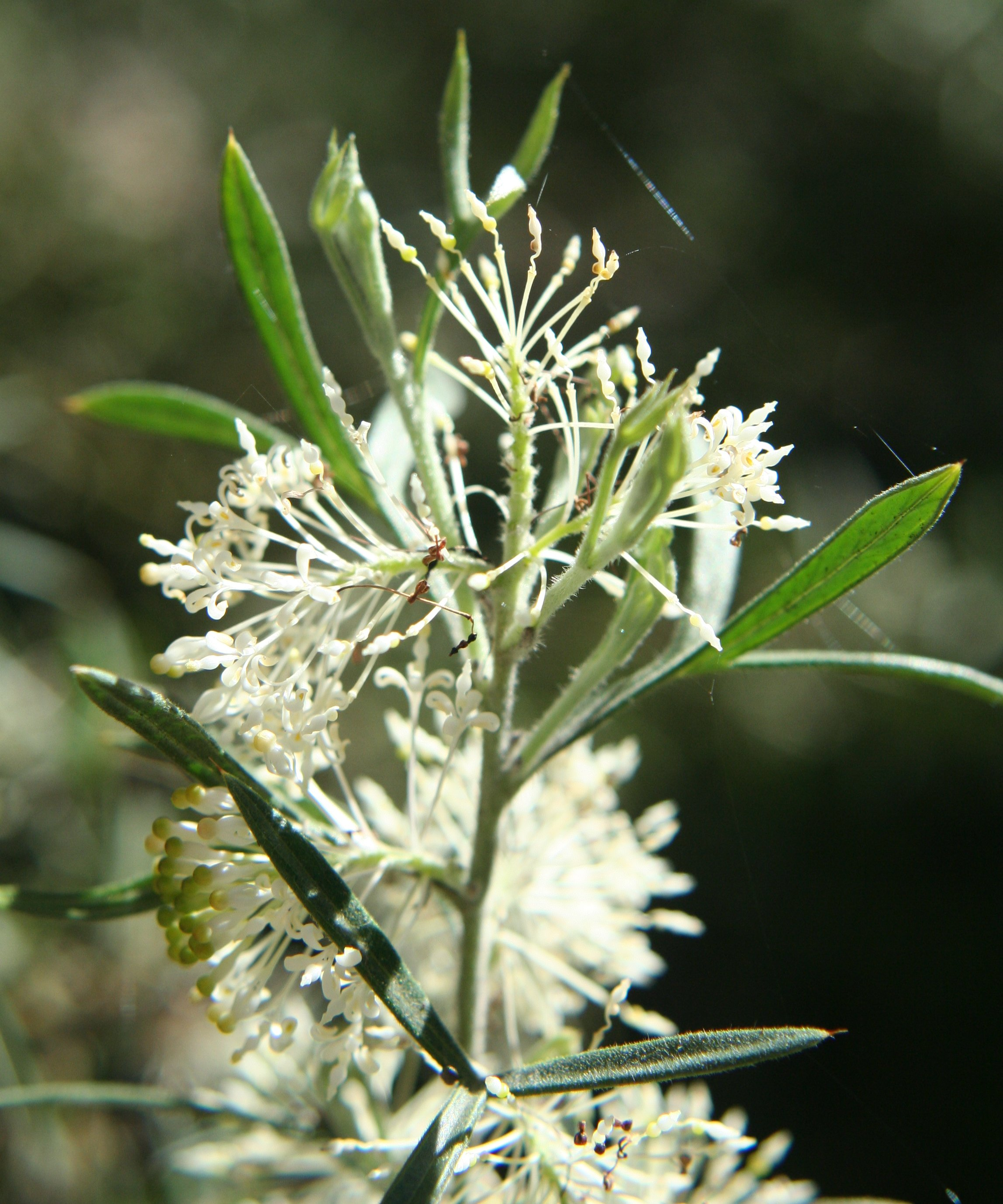
Grevillea triloba

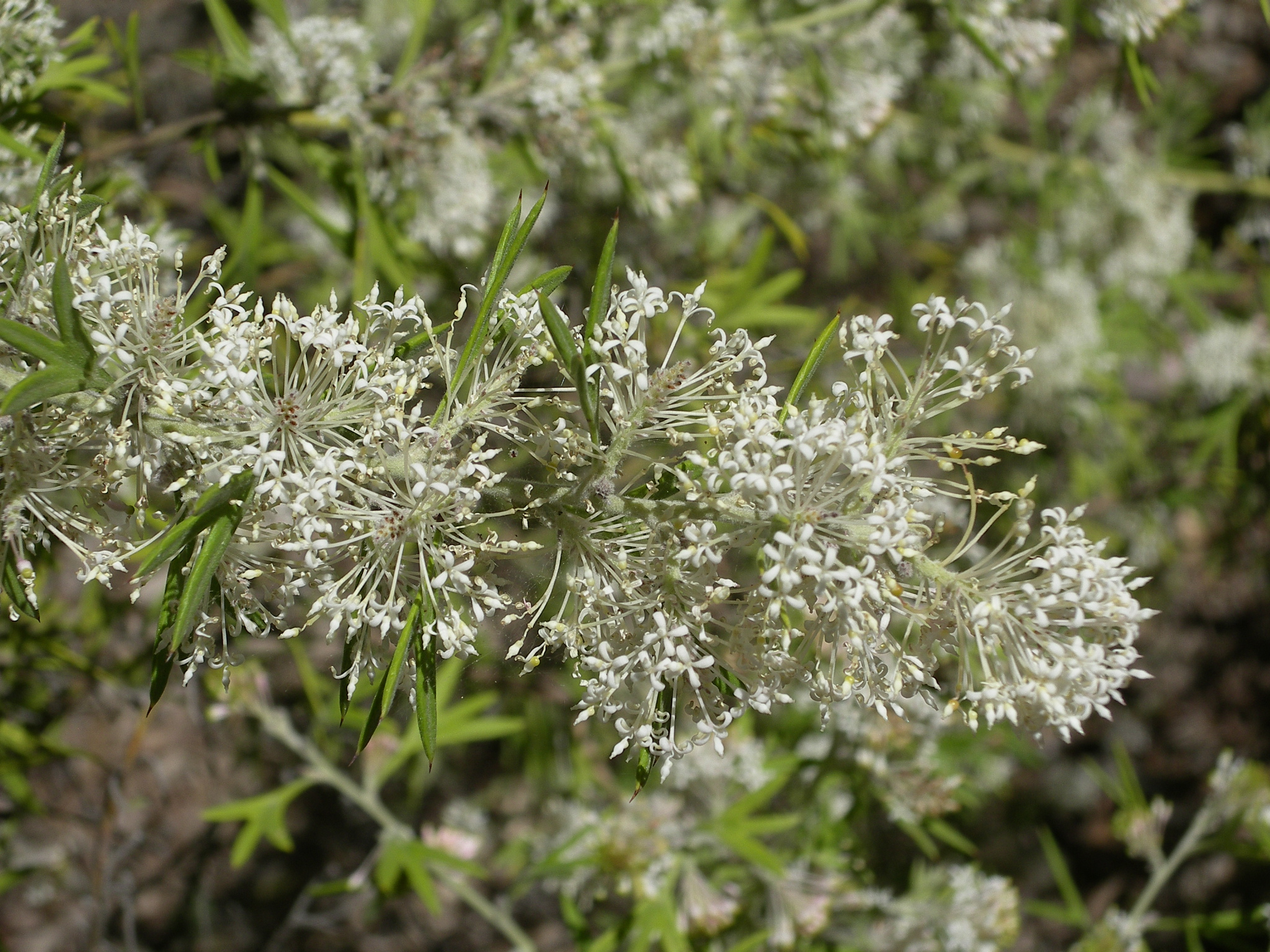
Grevillea vestita

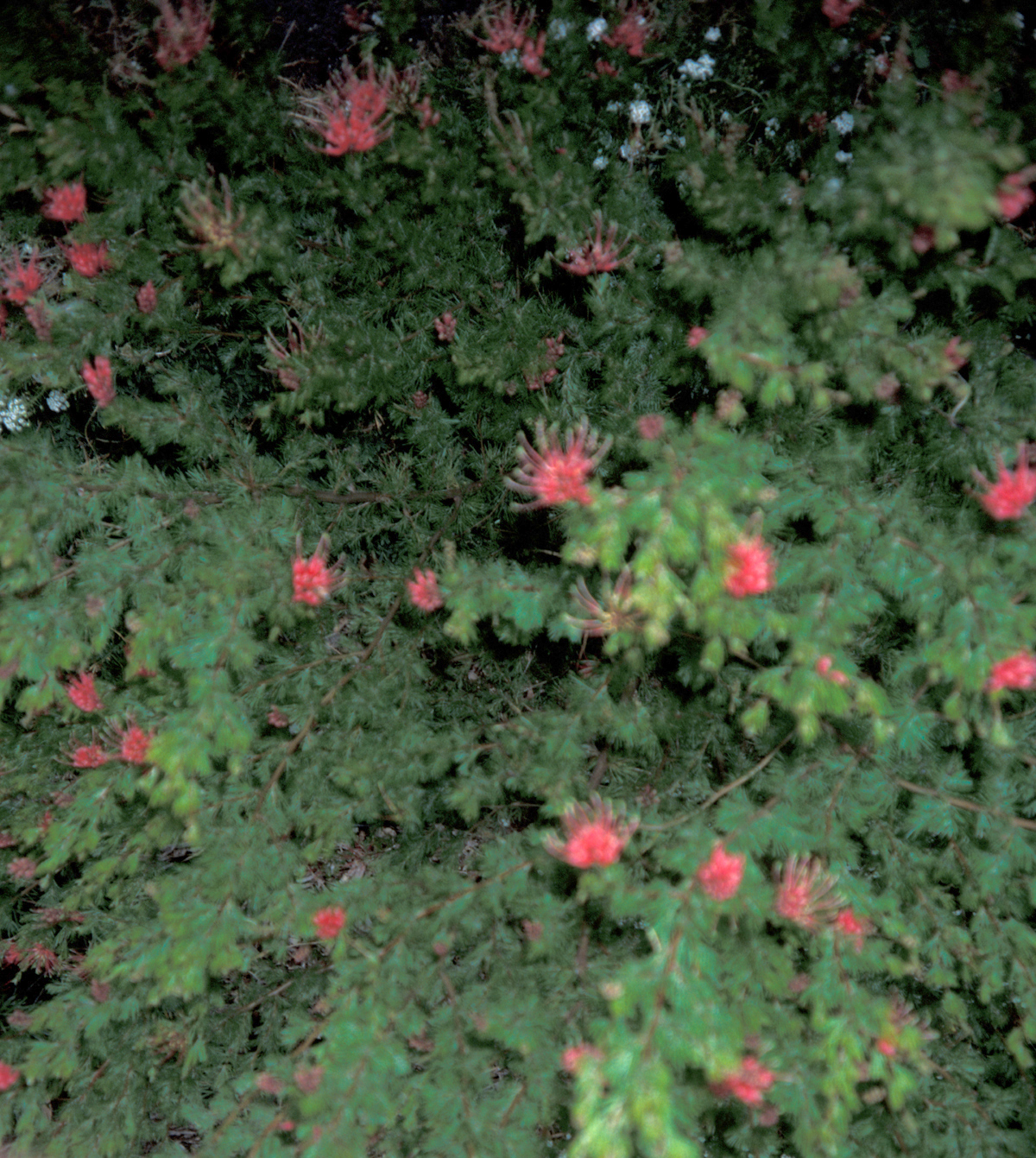
Grevillea wilsonii

- Grevillea alpina Lindl. (Syn.: Grevillea dallachiana F.Muell. nom. nud.)
- Grevillea alpivaga Gand.
- Grevillea althoferorum Olde & Marriott
- Grevillea amplexans F.Muell. ex Benth.
- Grevillea anethifolia R.Br.
- Grevillea aneura McGill.
- Grevillea angulata R.Br.
- Grevillea angustiloba (F.Muell.) Downing
- Grevillea annulifera F.Muell.
- Grevillea aquifolium Lindl.
- Grevillea arenaria R.Br.
- Grevillea argyrophylla Meisn.
- Grevillea armigera Meisn.
- Grevillea asparagoides Meisn.
- Grevillea aspera R.Br.
- Grevillea aspleniifolia Knight
- Grevillea asteriscosa Diels
- Grevillea aurea Olde & Marriott
- Grevillea australis R.Br.
- Grevillea baileyana McGill. (Syn.: Grevillea pinnatifida (F.M.Bailey) F.M.Bailey; Kermadecia pinnatifida F.M.Bailey)
- Rotblühende Silbereiche (Grevillea banksii R.Br.)
- Grevillea banyabba Olde & Marriott
- Grevillea barklyana F.Muell. ex Benth.
- Grevillea batrachioides F.Muell. ex McGill.
- Grevillea baueri R.Br.
- Grevillea baxteri R.Br.
- Grevillea beadleana McGill.
- Grevillea beardiana McGill.
- Grevillea bedggoodiana J.H.Willis ex McGill.
- Grevillea benthamiana McGill.
- Grevillea berryana Ewart & J.White
- Grevillea biformis Meisn.
- Grevillea bipinnatifida R.Br.
- Grevillea brachystachya Meisn.
- Grevillea brachystylis Meisn.
- Grevillea bracteosa Meisn.
- Grevillea brevifolia F.Muell. ex Benth.
- Grevillea brevis Olde & Marriott
- Grevillea bronweniae Keighery
- Grevillea buxifolia (Sm.) R.Br. (Syn.: Embothrium buxifolium Sm.)
- Grevillea byrnesii McGill.
- Grevillea cagiana McGill.
- Grevillea calcicola George
- Grevillea caleyi R.Br.
- Grevillea calliantha Makinson & Olde
- Grevillea candelabroides C.A.Gardner
- Grevillea candicans C.A.Gardner
- Grevillea candolleana Meisn.
- Grevillea capitellata Meisn.
- Grevillea celata Molyneux
- Grevillea centristigma (McGill.) Keighery
- Grevillea ceratocarpa Diels ex Diels & Pritz.
- Grevillea cheilocarpa Makinson
- Grevillea christineae McGill.
- Grevillea chrysophaea Meisn.
- Grevillea cirsiifolia Meisn.
- Grevillea coccinea Meisn.
- Grevillea commutata F.Muell.
- Grevillea concinna R.Br.
- Grevillea confertifolia F.Muell.
- Grevillea coriacea McGill.
- Grevillea corrugata Olde & Marriott
- Grevillea costata C.A.Gardner ex George
- Grevillea crassifolia Domin
- Grevillea cravenii Makinson
- Grevillea crithmifolia R.Br.
- Grevillea crowleyae Olde & Marriott
- Grevillea cunninghamii R.Br.
- Grevillea curviloba McGill.
- Grevillea cyranostigma McGill.
- Grevillea decipiens McGill.
- Grevillea decora Domin
- Grevillea decurrens Ewart
- Grevillea deflexa F.Muell.
- Grevillea delta (McGill.) Olde & Marriott
- Grevillea depauperata R.Br.
- Grevillea didymobotrya Meisn.
- Grevillea dielsiana C.A.Gardner
- Grevillea diffusa Sieber ex Spreng.
- Grevillea dilatata (R.Br.) Downing
- Grevillea dimidiata F.Muell.
- Grevillea diminuta L.A.S.Johnson
- Grevillea disjuncta F.Muell.
- Grevillea dissecta (McGill.) Olde & Marriott
- Grevillea divaricata R.Br.
- Grevillea diversifolia Meisn.
- Grevillea dolichopoda (McGill.) Olde & Marriott
- Grevillea donaldiana Kenneally
- Grevillea drummondii (W.Fitzg.) McGill.
- Grevillea dryandri R.Br.
- Grevillea dryandroides C.A.Gardner
- Grevillea dryophylla N.A.Wakef.
- Grevillea dunlopii Makinson
- Grevillea elongata Olde & Marriott
- Grevillea endlicheriana Meisn.
- Grevillea epicroca Stajsic & Molyneux
- Grevillea erectiloba F.Muell.
- Grevillea erinacea Meisn.
- Grevillea eriobotrya F.Muell.
- Grevillea eriostachya Lindl.
  - Grevillea eriostachya subsp. eriostachya
  - Grevillea eriostachya subsp. excelsior (Diels) McGill. (Syn.: Grevillea excelsior Diels)
- Grevillea eryngioides Benth.
- Grevillea erythroclada W.Fitzg.
- Grevillea evanescens Olde & Marriott
- Grevillea evansiana MacKee
- Grevillea exposita Olde & Marriott
- Grevillea extorris S.Moore
- Grevillea exul Lindl.
- Grevillea fasciculata R.Br.
- Grevillea fastigiata Olde & Marriott
- Grevillea fililoba (McGill.) Olde & Marriott
- Grevillea fistulosa A.S.George
- Grevillea flexuosa (Lindl.) Meisn.
- Grevillea floribunda R.Br.
- Grevillea florida (McGill.) Makinson
- Grevillea floripendula R.V.Sm.
- Grevillea formosa McGill.
- Grevillea fulgens C.A.Gardner
- Grevillea fuscolutea Keighery
- Grevillea gariwerdensis Makinson
- Grevillea georgeana McGill.
- Grevillea gillivrayi Hook.
- Grevillea glabrescens Olde & Marriott
- Grevillea glauca Banks & Sol. ex Knight
- Grevillea globosa C.A.Gardner
- Grevillea glossadenia McGill.
- Grevillea goodii R.Br.
- Grevillea gordoniana C.A.Gardner
- Grevillea granulifera (McGill.) Olde & Marriott
- Grevillea granulosa McGill.
- Grevillea guthrieana Olde & Marriott
- Grevillea hakeoides Meisn.
- Grevillea halmaturina Tate
- Grevillea haplantha F.Muell. ex Benth.
- Grevillea heliosperma R.Br.
- Grevillea helmsiae F.M.Bailey
- Grevillea hilliana F.Muell.
- Grevillea hirtella (Benth.) Olde & Marriott
- Grevillea hockingsii Molyneux & Olde
- Grevillea hodgei Olde & Marriott
- Grevillea hookeriana Meisn. (Syn.: Grevillea pritzelii Diels)
- Grevillea huegelii Meisn.
- Grevillea humifusa Olde & Marriott
- Grevillea humilis Makinson
- Grevillea iaspicula McGill.
- Grevillea ilicifolia (R.Br.) R.Br. (Syn.: Anadenia ilicifolia R. Br.)
- Grevillea imberbis Makinson
- Grevillea inconspicua Diels
- Grevillea incrassata Diels
- Grevillea incurva (Diels) Olde & Marriott
- Grevillea infecunda McGill.
- Grevillea infundibularis A.S.George
- Grevillea insignis Kippist ex Meisn.
- Grevillea integrifolia Meisn.
- Grevillea intricata Meisn.
- Grevillea involucrata A.S.George
- Grevillea irrasa Makinson
- Grevillea jephcottii J.H.Willis
- Grevillea johnsonii McGill.
- Grevillea juncifolia Hook.
- Grevillea juniperina R.Br.
- Grevillea kedumbensis (McGill.) Olde & Marriott
- Grevillea kenneallyi McGill.
- Grevillea kennedyana F.Muell.
- Grevillea kirkalocka Olde & Marriott
- Grevillea lanigera A.Cunn. ex R.Br. (Syn.: Grevillea ericifolia R. Br.)
- Grevillea latifolia C.A.Gardner
- Grevillea laurifolia Sieber ex Spreng.
- Grevillea lavandulacea Schltdl.
- Grevillea leiophylla F.Muell. ex Benth.
- Grevillea leptobotrys Meisn.
- Grevillea leptopoda McGill.
- Grevillea leucoclada McGill.
- Grevillea leucopteris Meisn.
- Grevillea levis Olde & Marriott
- Grevillea linearifolia (Cav.) Druce (Syn.: Grevillea linearis (Andrews) R.Br.)
- Grevillea linsmithii McGill.
- Grevillea lissopleura McGill.
- Grevillea longicuspis McGill.
- Grevillea longifolia R.Br.
- Grevillea longistyla Hook.
- Grevillea lullfitzii McGill.
- Grevillea maccutcheonii Keighery & Cranfield
- Grevillea macleayana (McGill.) Olde & Marriott
- Grevillea maherae Makinson & M.D.Barrett
- Grevillea makinsonii McGill.
- Grevillea manglesii Pépin
- Grevillea manglesioides Meisn.
- Grevillea marriottii Olde
- Grevillea masonii Olde & Marriott
- Grevillea maxwellii McGill.
- Grevillea meisneri Montrouz.
- Grevillea metamorpha Makinson
- Grevillea micrantha Meisn.
- Grevillea microstegia Molyneux
- Grevillea microstyla M.D.Barrett & Makinson
- Grevillea mimosoides R.Br.
- Grevillea miniata W.Fitzg.
- Grevillea minutiflora McGill.
- Grevillea miqueliana F.Muell.
- Grevillea mollis Olde & Molyneux
- Grevillea molyneuxii McGill.
- Grevillea monslacana Molyneux & Stajsic
- Grevillea montana R.Br.
- Grevillea monticola Meisn.
- Grevillea montis-cole R.V.Sm.
- Grevillea mucronulata R.Br.
- Grevillea muelleri Benth.
- Grevillea murex McGill.
- Grevillea muricata J.M.Black
- Grevillea myosodes McGill.
- Grevillea nana C.A.Gardner
- Grevillea nematophylla F.Muell.
- Grevillea neurophylla Gand.
- Grevillea newbeyi McGill.
- Grevillea ninghanensis C.A.Gardner
- Grevillea nudiflora Meisn.
- Grevillea obliquistigma C.A.Gardner
- Grevillea obtecta Molyneux
- Grevillea obtusiflora R.Br.
- Grevillea obtusifolia Meisn.
- Grevillea occidentalis R.Br.
- Grevillea oldei McGill.
- Grevillea oligantha F.Muell.
- Grevillea oligomera (McGill.) Olde & Marriott
- Grevillea olivacea A.S.George
- Grevillea oncogyne Diels
- Grevillea oxyantha Makinson
- Grevillea pachylostyla (McGill.) Olde & Marriott
- Grevillea paniculata Meisn. (Syn. Grevillea biternata Meisn.)
- Grevillea papillosa (McGill.) Olde & Marriott
- Grevillea paradoxa F.Muell.
- Grevillea parallela Knight
- Grevillea parallelinervis Carrick
- Grevillea parviflora R.Br.
- Grevillea parvula Molyneux & Stajsic
- Grevillea patentiloba F.Muell.
- Grevillea patulifolia Gand.
- Grevillea pauciflora R.Br.
- Grevillea pectinata R.Br.
- Grevillea petrophiloides Meisn.
- Grevillea phanerophlebia Diels
- Grevillea phillipsiana McGill.
- Grevillea phylicoides R.Br.
- Grevillea pilosa A.S.George
- Grevillea pilulifera (Lindl.) Druce (Syn.: Hakea pilulifera Lindl.)
- Grevillea pimeleoides W.Fitzg.
- Grevillea pinaster Meisn.
- Grevillea pinifolia Meisn.
- Grevillea pityophylla F.Muell.
- Grevillea platypoda F.Muell.
- Grevillea pluricaulis (McGill.) Olde & Marriott
- Grevillea plurijuga F.Muell.
- Grevillea polyacida McGill.
- Grevillea polybotrya Meisn.
- Grevillea polybractea H.B.Will.
- Grevillea prasina McGill.
- Grevillea preissii Meisn.
- Grevillea prominens Olde & Marriott
- Grevillea prostrata C.A.Gardner & A.S.George
- Grevillea psilantha McGill.
- Grevillea pteridifolia Knight (Syn.: Grevillea chrysodendrum R.Br.)
- Grevillea pterosperma F.Muell.
- Grevillea pulchella (R.Br.) Meisn.
- Grevillea punctata Olde & Marriott
- Grevillea pungens R.Br.
- Grevillea pyramidalis A.Cunn. ex R. Br.
- Grevillea pythara Olde & Marriott
- Grevillea quadricauda Olde & Marriott
- Grevillea quercifolia R.Br.
- Grevillea quinquenervis J.M.Black

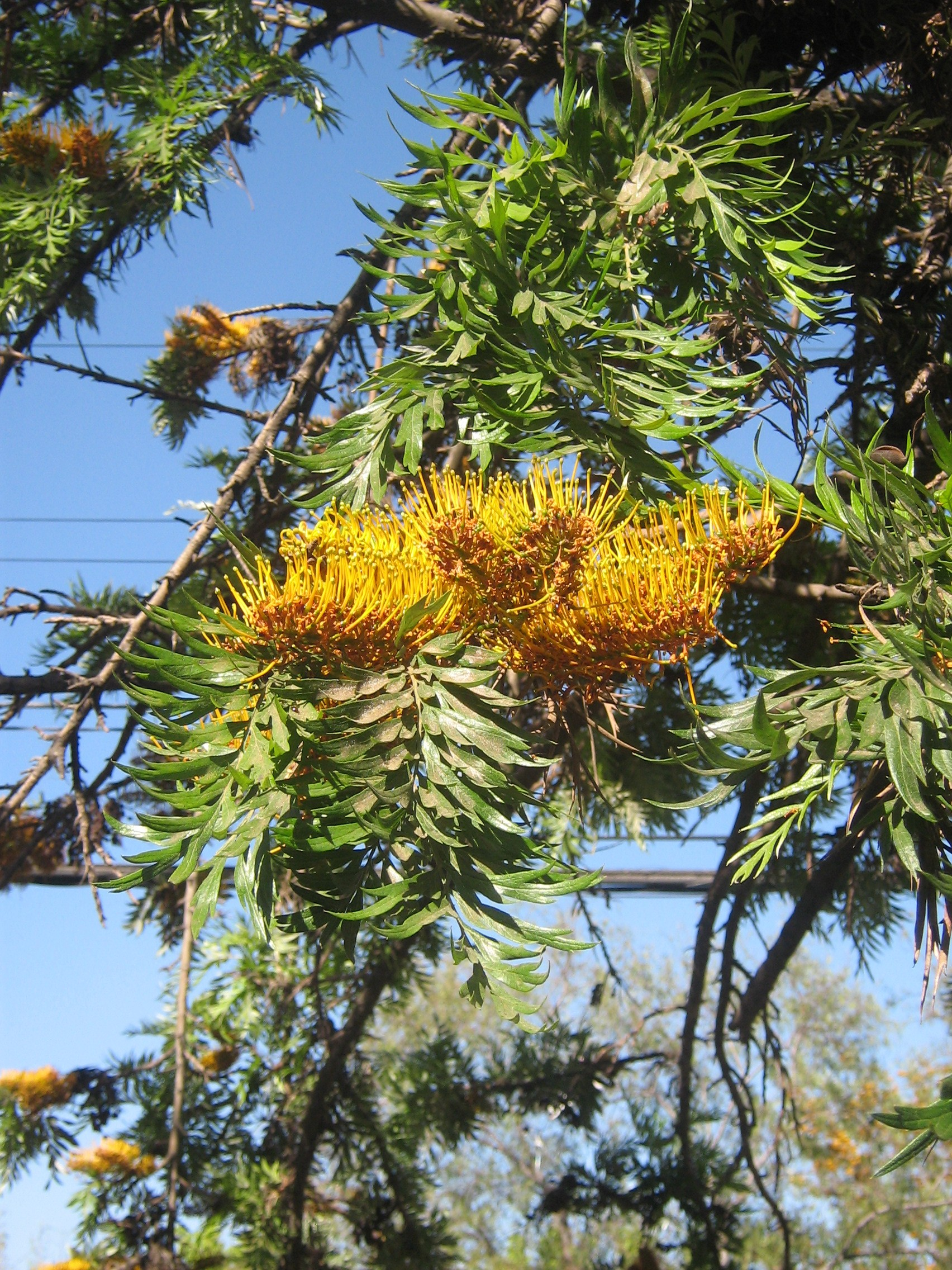
Grevillea robusta

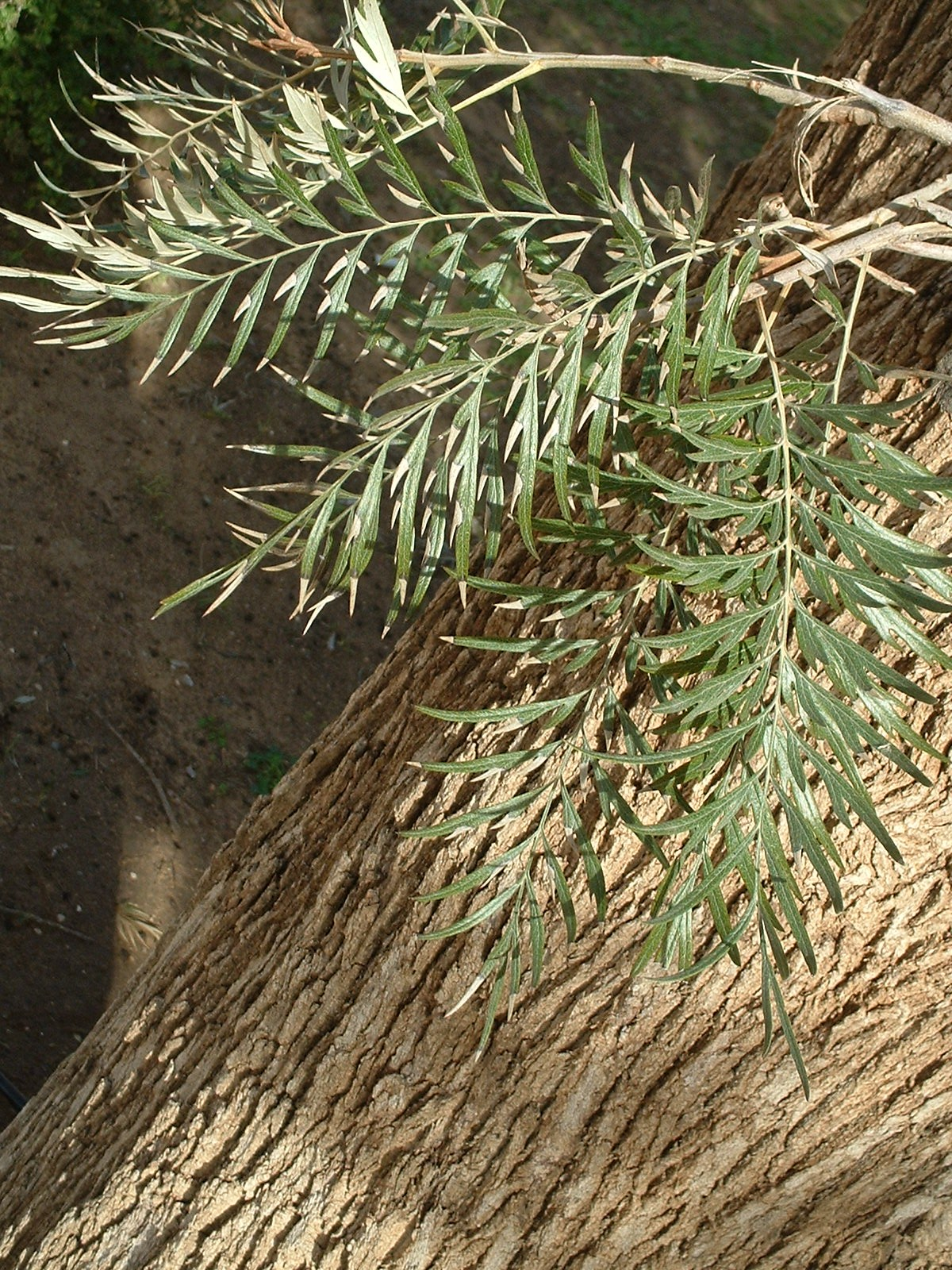
Grevillea robusta

- Grevillea ramosissima Meisn.
- Grevillea rara Olde & Marriott

- Grevillea raybrownii Olde & Marriott
- Grevillea refracta R.Br.
- Grevillea renwickiana F.Muell.
- Grevillea repens F.Muell. ex Meisn.
- Grevillea reptans Makinson
- Grevillea rhizomatosa Olde & Marriott
- Grevillea rhyolitica Makinson
- Grevillea rigida Olde & Marriott
- Grevillea ripicola A.S.George
- Grevillea rivularis L.A.S.Johnson & McGill
- Grevillea robusta A.Cunn. ex R.Br.

- Grevillea rogersoniana C.A.Gardner
- Grevillea rosieri McGill.
- Rosmarin-Silbereiche[1] (Grevillea rosmarinifolia A.Cunn.)
- Grevillea roycei McGill.
- Grevillea rubicunda S.Moore
- Grevillea rudis Meisn.
- Grevillea saccata Benth.
- Grevillea sarissa S.Moore
- Grevillea scabra Meisn.
- Grevillea scabrida C.A.Gardner
- Grevillea scapigera A.S.George
- Grevillea scortechinii (F.Muell. ex Scort.) F.Muell.
- Grevillea secunda McGill.
- Grevillea sericea (Sm.) R.Br.
- Grevillea sessilis C.T.White & W.D.Francis
- Grevillea shiressii Blakely
- Grevillea shuttleworthiana Meisn.
- Grevillea singuliflora F.Muell.
- Grevillea sparsiflora F.Muell.
- Grevillea speciosa (Knight) McGill.
  - Grevillea speciosa subsp. dimorpha (F.Muell.) McGill. (Syn. Grevillea dimorpha F.Muell.)
  - Grevillea speciosa subsp. oleoides (Sieber ex Schult. & Schult. f.) McGill. (Syn.: Grevillea oleoides Sieber ex Schult. & Schult. f.)
  - Grevillea speciosa subsp. speciosa (Syn.: Grevillea punicea R.Br.)
- Grevillea sphacelata R.Br.
- Grevillea spinosa McGill.
- Grevillea spinosissima McGill.
- Grevillea squiresiae Olde & Marriott
- Grevillea steiglitziana Wakef.
- Grevillea stenobotrya F.Muell.
- Grevillea stenogyne (Benth.) Makinson
- Grevillea stenomera F.Muell.
- Grevillea stenostachya C.A.Gardner
- Grevillea striata R.Br.
- Grevillea subterlineata Makinson
- Grevillea subtiliflora McGill.
- Grevillea sulcata C.A.Gardner ex Olde & Marriott
- Grevillea synapheae R.Br.
- Grevillea tenuiflora Meisn.
- Grevillea tenuiloba C.A.Gardner
- Grevillea teretifolia Meisn.
- Grevillea tetragonoloba Meisn.
- Grevillea tetrapleura McGill.
- Spinnen-Silbereiche[1] (Grevillea thelemanniana Hügel ex Endl.)
- Grevillea thyrsoides Meisn.
- Grevillea trachytheca F.Muell.
- Grevillea treueriana F.Muell.
- Grevillea tridentifera Meisn.
- Grevillea trifida (R.Br.) Meisn.
- Grevillea triloba Meisn.
- Grevillea tripartita Meisn.
- Grevillea triternata R.Br.
- Grevillea umbellulata Meisn.
- Grevillea uncinulata Diels ex Diels & Pritz.
- Grevillea uniformis (McGill.) Olde & Marriott
- Grevillea variifolia C.A.Gardner & George
- Grevillea velutinella McGill.
- Grevillea venusta R.Br.
- Grevillea versicolor McGill.
- Grevillea vestita Meisn.
- Grevillea victoriae F.Muell.
- Grevillea virgata Makinson
- Grevillea viridiflava Makinson
- Grevillea whiteana McGill.
- Grevillea wickhamii Meisn.
- Grevillea wilkinsonii Makinson
- Grevillea willisii R.V.Sm. & McGill.
- Grevillea wilsonii A.Cunn.
- Grevillea wiradjuri Makinson
- Grevillea wittweri McGill.
- Grevillea xiphoidea Olde & Marriott
- Grevillea yorkrakinensis Gardner
- Grevillea zygoloba Olde & Marriott

Hybride:
- Grevillea × gaudichaudii R.Br. ex Gaudich.

Folgende in dieser Gattung beschriebene Arten werden aktuell anderen Gattungen zugeordnet:
- Grevillea densiflora C.T.White: Ist jetzt Finschia chloroxantha Diels

## Nutzung
Die Blüten von Grevilleen waren bei den Aborigines beliebt wegen ihres süßen Nektars. Er wurde zum sofortigen Genuss auf die Hand geschüttelt oder in ein Coolamon genanntes Gefäß mit etwas Wasser gegeben, um ein süßes Getränk zu erhalten.
Viele Arten von Grevilleen werden wegen ihrer auffälligen Blätter und Blüten als Zierpflanzen gezüchtet; es sind viele Hybride in Kultur entstanden.